# منتخب برمودا لكرة القدم للسيدات
منتخب برمودا الوطني لكرة القدم للسيدات (بالإنجليزية: Bermuda women's national football team)‏ هو ممثل برمودا الرسمي في المنافسات الدولية في كرة القدم للسيدات، يديريه اتحاد برمودا لكرة القدم.